# عمر بن الشيخ
عمر بن الشيخ فقيه وقاض تونسي

## حياته
ولد سنة 1239 هجري الموافق 1824م لأسرة أندلسية الأصل بمدينة الماتلين من ولاية بنزرت وحفظ القرآن الكريم وتلقى تعليمه الابتدائي قبل أن ينتقل مع والده لتلقي العلم بتونس العاصمة. حرص والده على تعليم أبنائه الستة وهم عمر (أكبرهم)، صالح، عثمان، عبد الرحمان، عبد القادر ومحمد، فأدخلهم إلى جامع الزيتونة المعمور ليتعلموا على أساتذته وشيوخه أمثال حسن الشريف والطاهر بن مسعود. وقد دخل عمر بن الشيخ جامع الزيتونة الأعظم للدراسة وعمره 19 سنة (أي سنة 1259ه/ 1843م)، ثم جلس للتدريس بجامع الزيتونة متطوعا بإلحاح من شيوخه لما وجدوه فيه من تفوق وقدرة وذلك سنة 1266ه/1850م (وكان عمره آنذاك 26 سنة) وسنة 1268ه/1852م صار مدرسا من الدرجة الثانية بأمر من أحمد باي دون المشاركة في مناظرة انتداب المدرسين. ولما بلغ الثامنة والثلاثين من عمره (أي سنة 1862م) انتخب عضوا في المجلس الأكبر وكاهية لرئيس المجلس الاعتيادي المعين من المجلس الأكبر وكان ذلك عندما أسندت رئاسة المجلس إلى الوزير المصلح خير الدين باشا وسنة 1867م أصبح مدرسا من الدرجة الأولى (وكان عمره آنذاك 43 سنة). سنة 1874م اتخذته الدولة وكيلا عنها في محاسبة مصطفى خزندار على الأموال التي وردت بيت خزينة المال مدة ولايته سنة 1873م ثم تقلد خطة قضاء باردو (قاضي الجيش). سنة 1875م كان نائبا أول لوزير المعارف وكان مستشار المعارف ومسؤولا عن تفقد التلاميذ والمدرسين. كان عضو لجنة إصلاح التعليم الزيتوني في عهد خير الدين وعضوا ضمن اللجنة المضيقة التي استشارها عند التفكير في تأسيس المدرسة الصادقية. سنة 1886م كلف برئاسة القسم التونسي بالمجلس المختلط العقاري (مايعرف الآن بالمحكمة العقارية) وكان أول رئيس لهذا المجلس ثم تولى خطة الإفتاء على المذهب المالكي مع بقائه في خطبة النيابة الأولى عن مستشار قسم المعارف بالزيتونة سنة 1891م. كان عضوا مؤسسا للجمعية الخلدونية سنة 1897م وعضوا بلجنة إصلاح التعليم الزيتوني برئاسة الوزير الأكبر محمد العزيز بو عتور سنة 1898م. سنة 1907م استعفى من الفتوى والنيابة بالجامع الأعظم وأراد الإبقاء على التدريس الذي كان يراه عنوان قيمته وأشرف تكليفه فكان له ذلك. توفي الشيخ عمر بن الشيخ سنة 1911م ودفن في مقبرة الزلاج.